# Groutanker
Een groutanker is een verankeringselement, bestaande uit een staaf die aan het uiteinde over een lengte van 4 tot 6 m in een cilinder van grout wordt ingebed. Deze dient voor het opnemen van trekspanningen, voortkomend uit damwanden, kademuren, landhoofden etc.
Het systeem bestaat uit een in de grond gevormd blok beton, dat zich in een zandlaag bevindt, en dat wordt verbonden met een voorspanstaaf of een stalen streng. Het anker krijgt trekkracht door de schuifspanning tussen het grout en omliggende grondlaag.
Hierbij wordt een holle buis door middel van een trilblok of een vijzel in de grond gebracht. Er wordt een ankerstaaf of -streng ingeschoven en vervolgens wordt in plaats van de boorbuis een watercement mengsel onder hoge druk in de grond geïnjecteerd. 
Het groutlichaam heeft over het algemeen een diameter van 110 of 135 mm, afhankelijk van de diameter van de boorbuis.
Ankers worden onder een hoek in de grond geplaatst. Meestal tussen de 25 en 45 graden, en daarbij is het de bedoeling dat het groutlichaam in een zandlaag wordt geïnjecteerd, die als stijf wordt beschouwd.
Groutankers zijn relatief slap, daarom worden ze voorgespannen alvorens de belasting er werkelijk op wordt losgelaten.
Groutankers zijn effectief tot hart op hart afstanden van 1,5 meter. Per anker kan er over het algemeen, tot 600 kN aan trekkracht worden opgenomen. Dit is afhankelijk van de bodemopbouw en de injectiediepte.

## Gebruik
- Grondverankering
- waterkerende constructies (damwanden, kaaimuren, etc.)

Schets van groutanker voor stalen damwand
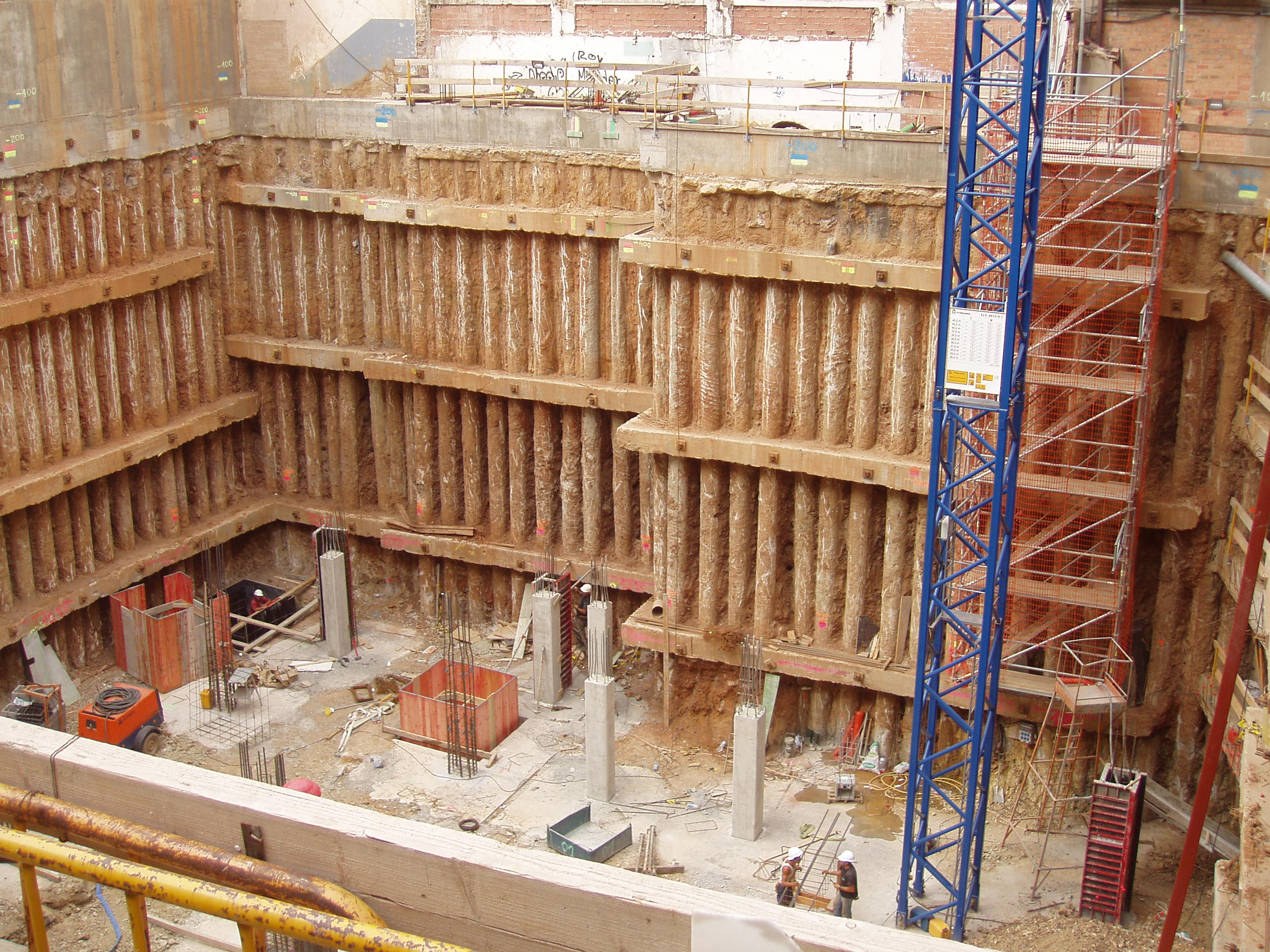
3-voudig verankerde wand met dwarsbalken
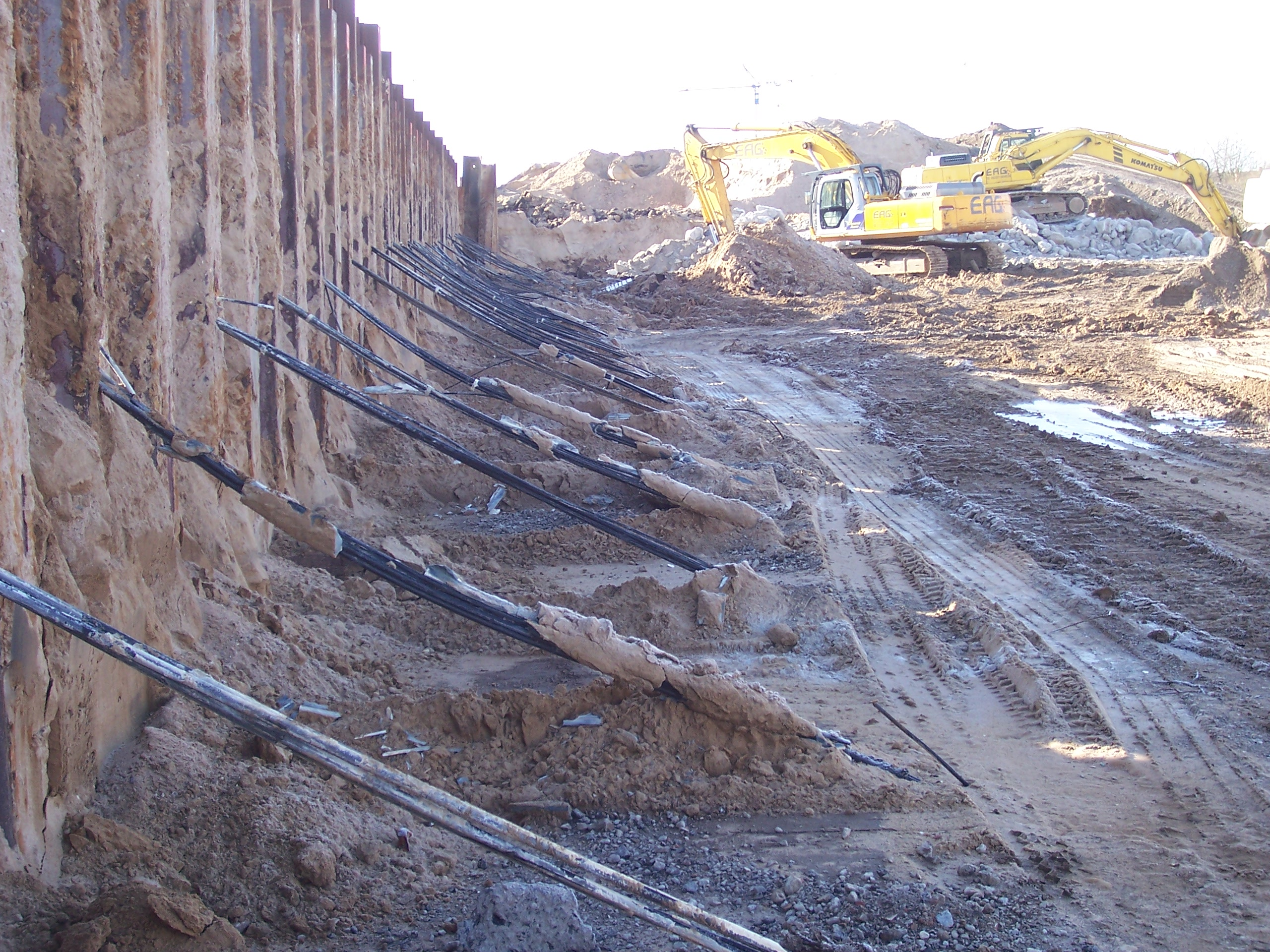
Damwand met uitgegraven groutankers
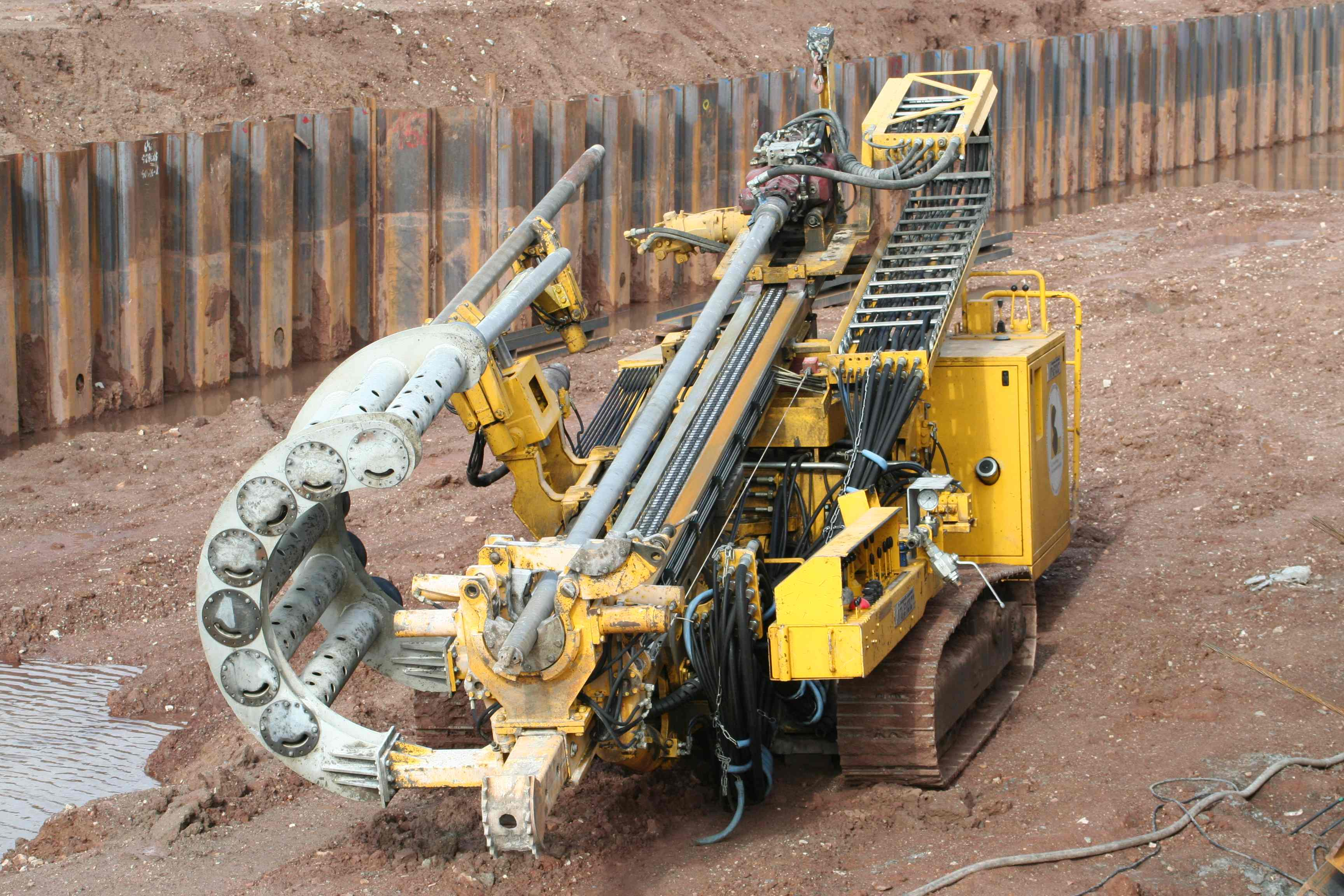
Boormachine met stangenmagazijn voor het plaatsen van groutankers